# Straßenbahn Wien Type Z
Die Type Z der Wiener Straßenbahn umfasste 42 Triebwagen, welche die Wiener Stadtwerke – Verkehrsbetriebe nach dem Zweiten Weltkrieg in den Vereinigten Staaten für das Wiener Straßenbahnnetz ankaufen konnten. Die Großraumwagen wurden wegen ihrer Herkunft volkstümlich Amerikaner genannt.

## Beschreibung und Technik
Die vierachsigen, unter Verwendung älterer Drehgestelle erst 1939 neu gebauten Zweirichtungsfahrzeuge wurden durch vier Fahrmotore der Type Westinghouse 510 A bzw. General Electric 265 A  über pfeilförmig verzahnte Antriebszahnräder und Ritzel angetrieben. Der Fahrstrom wurde durch einen Scherenstromabnehmer, der in Wagenmitte montiert war, von der Oberleitung abgenommen. Die Steuerung erfolgte durch Fahrschalter der Type K 35, die über fünf Serien- und drei Parallelstufen, aber – im Gegensatz zu allen anderen Wiener Straßenbahntriebwagen (ausgenommen die im Straßenbahnnetz eingesetzten Stadtbahntriebwagen) – über keine Bremsstufen und damit keine generatorische Bremse verfügten.
Als Betriebsbremse diente eine Druckluftbremse System General Electric, die auf acht Bremsklötze wirkte. Diese Bremse wurde – ebenfalls einzigartig für Wiener Fahrzeuge – durch ein Pedal betätigt. Die Bremsung wurde durch Anheben des Fußes ausgelöst, wobei für eine normale Betriebsbremsung schon eine leichte Verringerung des Drucks auf das Pedal genügte; das vollständige plötzliche Loslassen führte zu einer Notbremsung.
Als Feststellbremse stand eine Handbremse zur Verfügung.
Sandstreuer und Scheibenwischer funktionierten elektropneumatisch über Druckknöpfe. Für alle Nebenstromkreise war eine Akkumulatorbatterie vorhanden, die Gleichstrom von 12 Volt Spannung lieferte.
Der Wagenkasten war mit Führerständen an beiden Enden ausgestattet; dem Motorführer stand ein einfacher Sitz zur Verfügung. Das Ein- und Aussteigen der Fahrgäste erfolgte über je zwei nahe den Enden des Wagens auf beiden Seiten angeordnete Türen, die durch elektropneumatisch gesteuerte Falttüren geschlossen wurden. Wurde eine Türe geöffnet, wurde gleichzeitig eine zusätzliche Trittstufe heruntergeklappt und umgekehrt beim Schließen wieder hochgehoben. Zum Einsteigen war die hintere und zum Aussteigen die vordere Türe bestimmt.
Im Wageninneren waren zu beiden Seiten des Mittelgangs gepolsterte Sitzbänke für je zwei Personen angeordnet, deren Sitzlehnen umgeklappt werden konnten, sodass alle Fahrgäste stets in Fahrtrichtung blicken konnten.
Die Wagen verfügten über keine regulären Kupplungseinrichtungen, sodass keine Beiwagen mitgeführt werden konnten. Es konnten auch nicht die in Wien gebräuchlichen Brustwandtafeln an der Front und am Heck angehängt werden; das Fahrtziel wurde in einem vergleichsweise kleinen Bereich des in Fahrtrichtung gesehen hintersten, neben dem Einstieg gelegenen Fensters angezeigt. Sehr wohl hingegen gab es an beiden Enden die in Wien üblichen Dachlaternen für das Liniensignal in Zwei-Sicht-Ausführung.

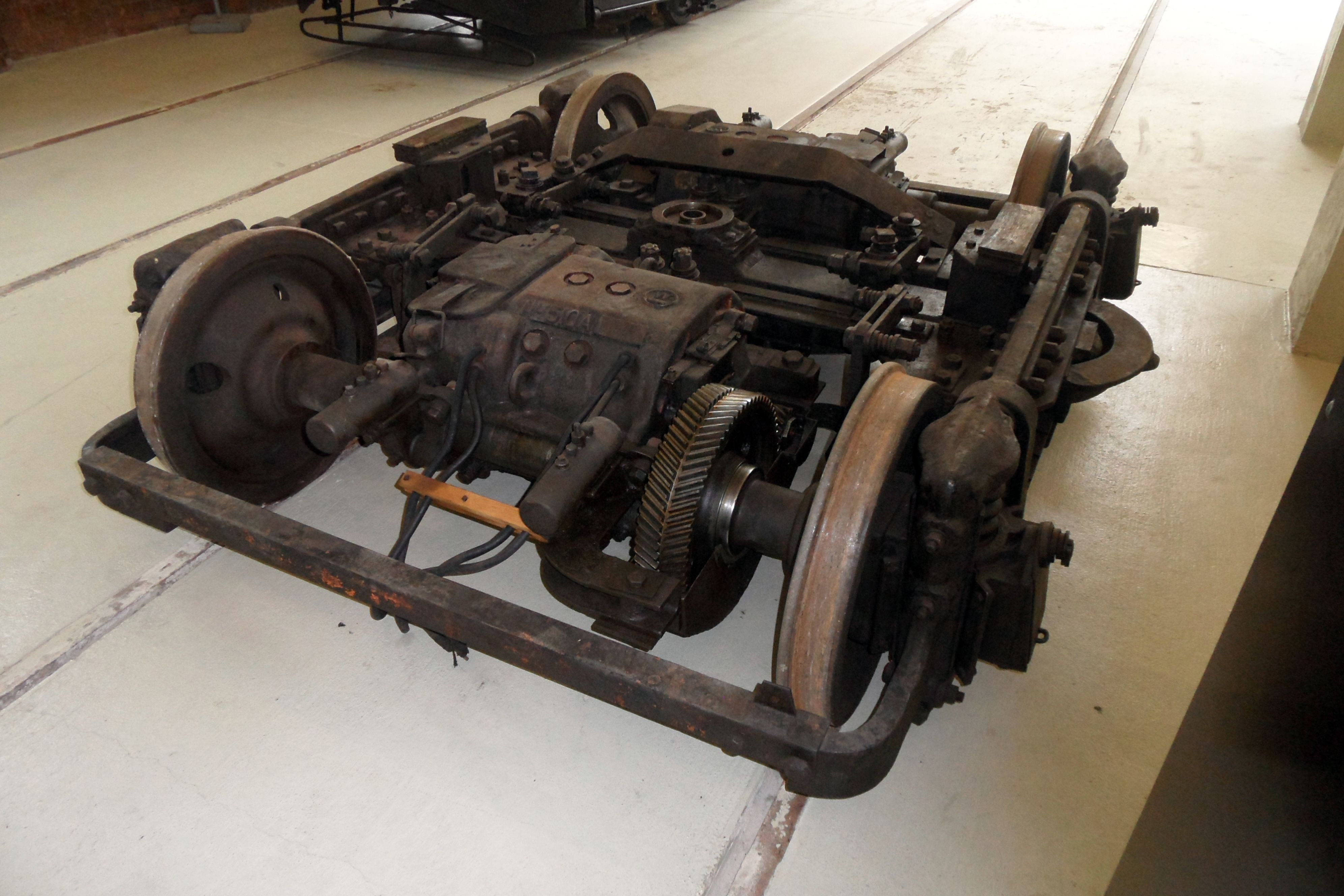
Drehgestell mit Fahrmotoren und Antrieb
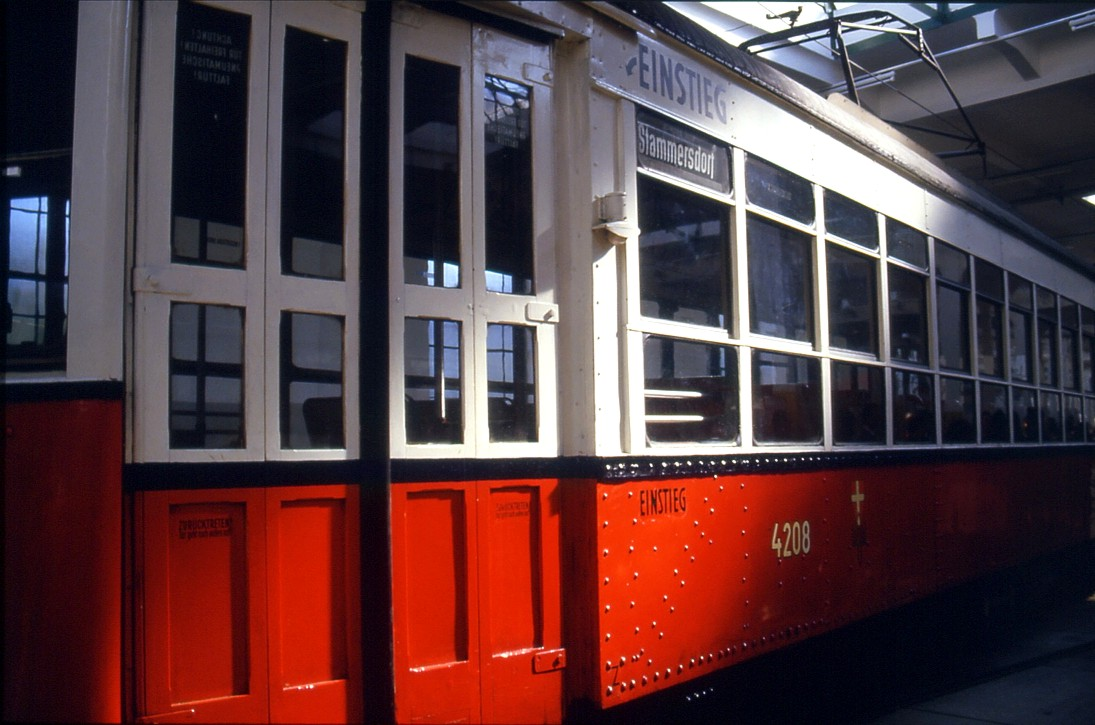
Fahrtzielanzeige, Fahrtrichtungsanzeiger, Hinweis auf Fahrgastfluss
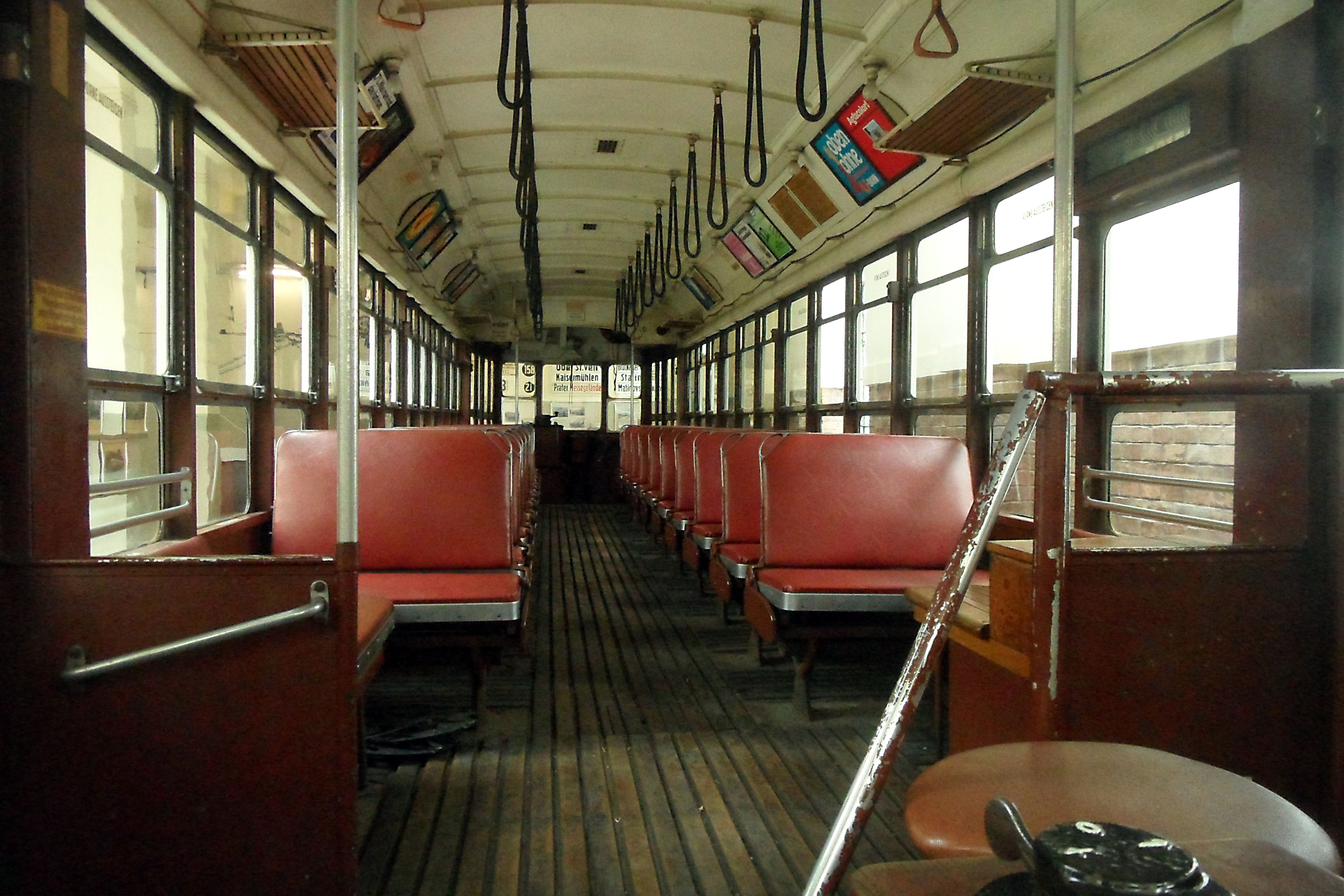
Innenraum
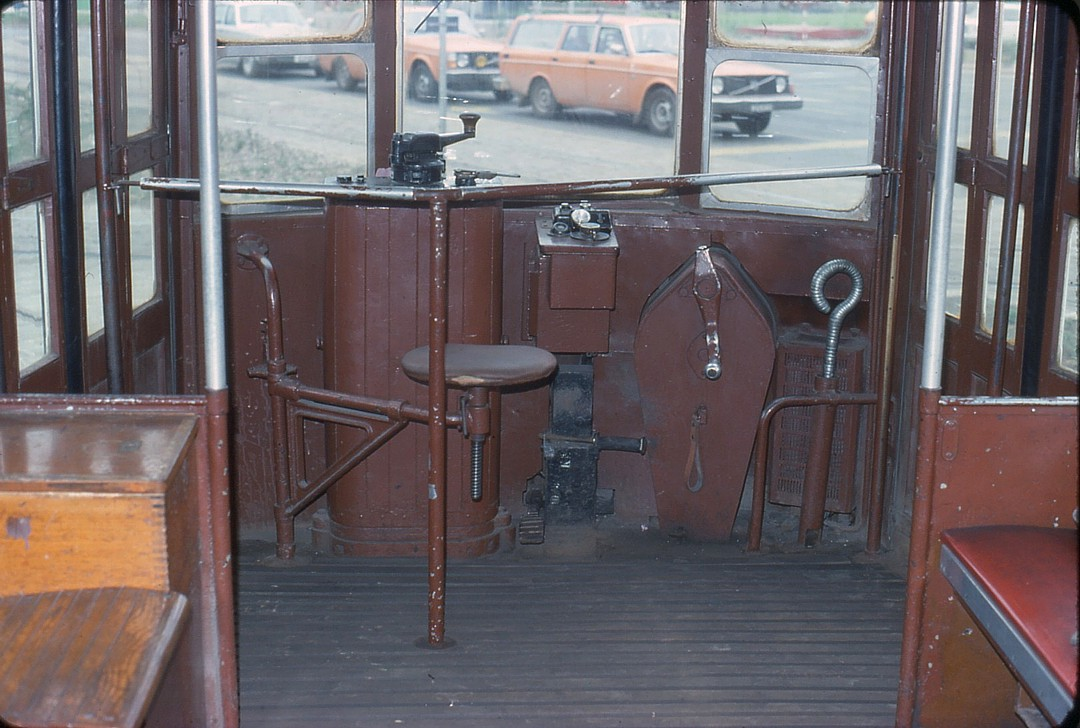
Führerstand

## Geschichte

### Beschaffung
Die bis 1939 auf älteren Drehgestellen aufgebauten Wagen stammten aus dem Netz des Third Avenue Transit System (TATS) (bis 1943 Third Avenue Railway System (TARS)) in New York City, wo sie in den Stadtteilen Manhattan und Bronx sowie auf der Crosstown-Linie eingesetzt waren. Mit 21. August 1948 wurde der Straßenbahnbetrieb aufgelassen und die Fahrzeuge wurden verkauft.
Unter den Bedingungen des Marshallplans konnten die Wiener Stadtwerke – Verkehrsbetriebe im Dezember 1948 zur Abhilfe gegen den Wagenmangel nach dem Zweiten Weltkrieg 42 der Straßenbahnwagen kaufen, nachdem 15 weitere schon zuvor nach Bombay verkauft worden waren. Die Verkehrsbetriebe reihten sie unter der Typenbezeichnung Z mit den Betriebsnummern 4201 bis 4242 in ihren Fahrzeugbestand ein.
Die Wagen wurden von 30. Juni 1949 bis 27. Oktober 1949 per Schiff und Bahn geliefert. Danach mussten sie in der Hauptwerkstätte der Wiener Stadtwerke – Verkehrsbetriebe und bei Gräf & Stift an die Wiener Verhältnisse angepasst werden. Dazu gehörten der Austausch der Stangenstromabnehmer gegen einen Scherenstromabnehmer, Montage der vorgeschriebenen Fahrtrichtungsanzeiger sowie der in Wien üblichen Zwei-Sicht-Dachsignale, Ausbau der Hupe und Lackierung in den Farben der Wiener Straßenbahn.
Da die Wagenkästen breiter waren als die der sonst in Wien eingesetzten Fahrzeuge, konnten die Wagen nicht freizügig, sondern nur auf eingleisigen Strecken und auf solchen, die früher von der Dampftramway-Gesellschaft vormals Krauss & Comp. befahren worden waren und daher einen größeren Gleisabstand aufwiesen, eingesetzt werden. Aufgrund der Länge der Triebwagen und der dadurch bedingten Auslenkung des in der Mitte angebrachten Stromabnehmers mussten auch Anpassungen an der Geometrie der Fahrleitung vorgenommen werden.
Viele Ausstattungsmerkmale der Fahrzeuge kamen bei einem Wiener Straßenbahnfahrzeug zum ersten Mal zum Einsatz. Das waren vor allem die während der Fahrt geschlossenen Türen, die ein Auf- und Abspringen während der Fahrt unmöglich machten, dazu Sicherheitseinrichtungen, die ein Fahren mit geöffneten Türen verhinderten, und die gepolsterten Sitze, die überdies immer in Fahrtrichtung ausgerichtet werden konnten. Auch eine Sitzmöglichkeit für den Fahrer war zu dieser Zeit nicht die Regel. Nachteilig erwies sich neben der eingeschränkten Einsetzbarkeit, dass kein Beiwagen befördert werden konnte.
Anders als andere Wiener Triebwagentypen wurde die Type Z nicht mit Schienenbremsen nachgerüstet, sodass ab 1961 aufgrund geänderter gesetzlicher Bestimmungen deren Höchstgeschwindigkeit von 40 km/h auf 25 km/h herabgesetzt wurde.

### Einsatzgeschichte

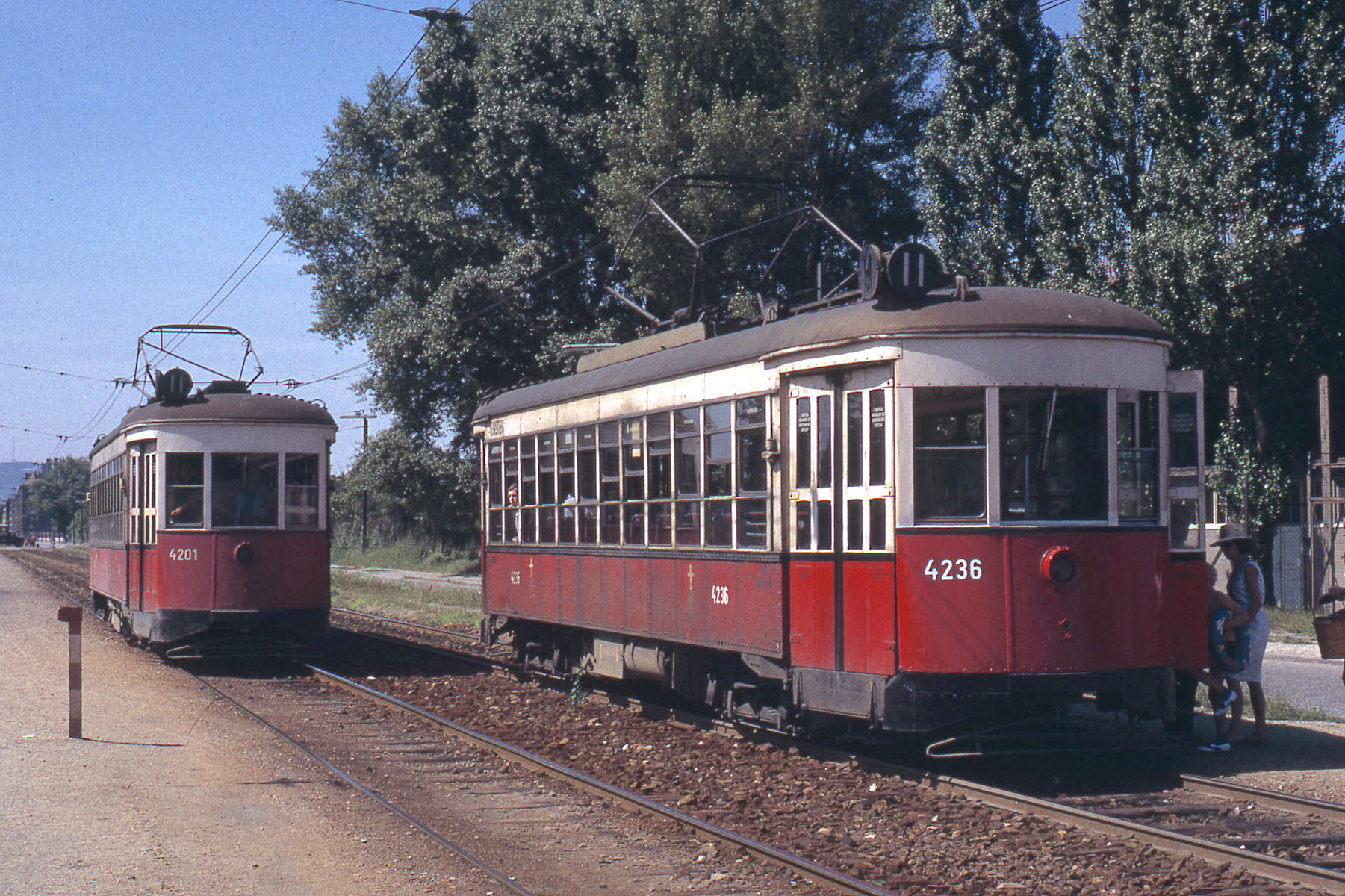
Triebwagen 4201 und 4236 auf der Linie 11, 1965

Ab 13. März 1950 wurden die Fahrzeuge auf der Linie 331 nach Stammersdorf eingesetzt, später an Sonntagen auch auf den Linien 132 und 17. Als die Linie 331 auf modernere Gelenktriebwagen umgestellt wurde, wurden einige der Z-Wagen ab 6. Juni 1964 auf der Linie 11 und andere auf der Linie 17, später auch auf der Linie 217 (bis 8. September 1967) verwendet. Zuletzt beschränkte sich ihr Einsatz auf die Linie 11, auf der sie zum letzten Mal am 5. September 1969 verkehrten.

### Unfälle
Mit den Wagen kam es zu mehreren Unfällen, darunter auch Auffahrunfälle und Frontalzusammenstöße. Dabei mag die ungewöhnliche Bedienung der Bremse durch ein Pedal, welches zum Bremsen leicht losgelassen werden musste und daher viel Feingefühl erforderte, eine Rolle gespielt haben. Eine Notbremsung wurde durch vollständiges Loslassen des Pedals ausgelöst. Ein Frontalzusammenstoß der Wagen 4212 und 4227 in der Wehlistraße am 26. September 1967 war hingegen auf die Missachtung eines Haltesignals durch einen der Fahrer zurückzuführen.